# Chinatown (Londres)

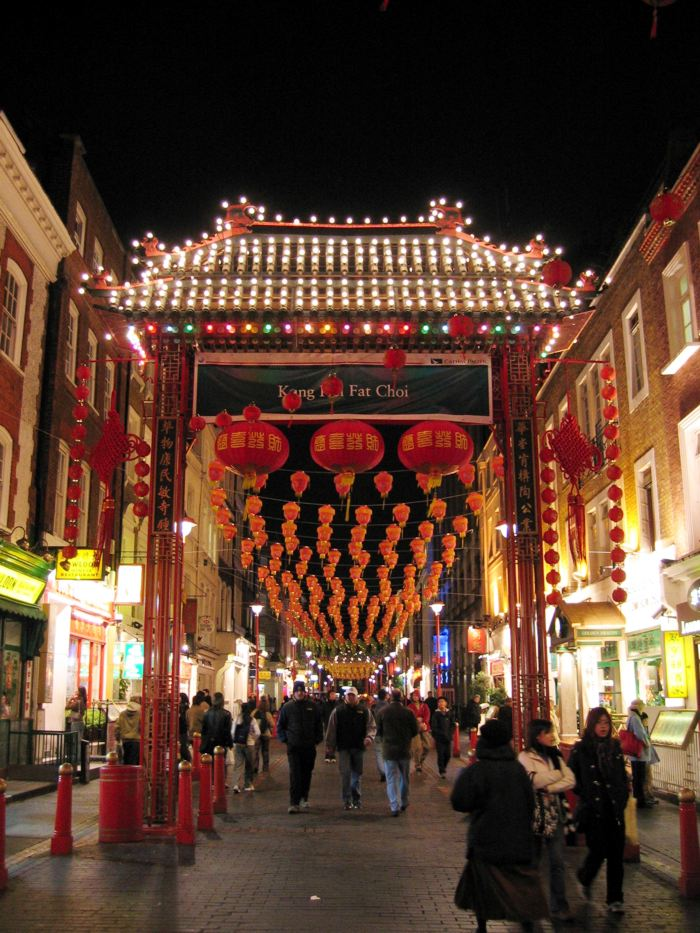
El Chinatown es altamente decorado para ocasiones especiales, aquí Año Nuevo Chino de 2004.

Chinatown es el barrio chino de Londres, y se encuentra en el Soho, en la Ciudad de Westminster del distrito del Gran Londres. Ocupa el área dentro y alrededor de Gerrard Street. Contiene una serie de restaurantes chinos, panaderías, supermercados, tiendas de recuerdos, y otras empresas chinas.

## Historia
La primera área llamada como Chinatown fue localizada en Limehouse en el East End de Londres. Al comienzo del siglo XX, establecieron negocios que sustentaba a los marineros chinos que frecuentaban Docklands. Esta zona comenzó a hacerse conocida, según ciertos informes un tanto exagerados, y leyendas, más como zona de fumaderos de opio (legales) y barrio de viviendas de pobres.

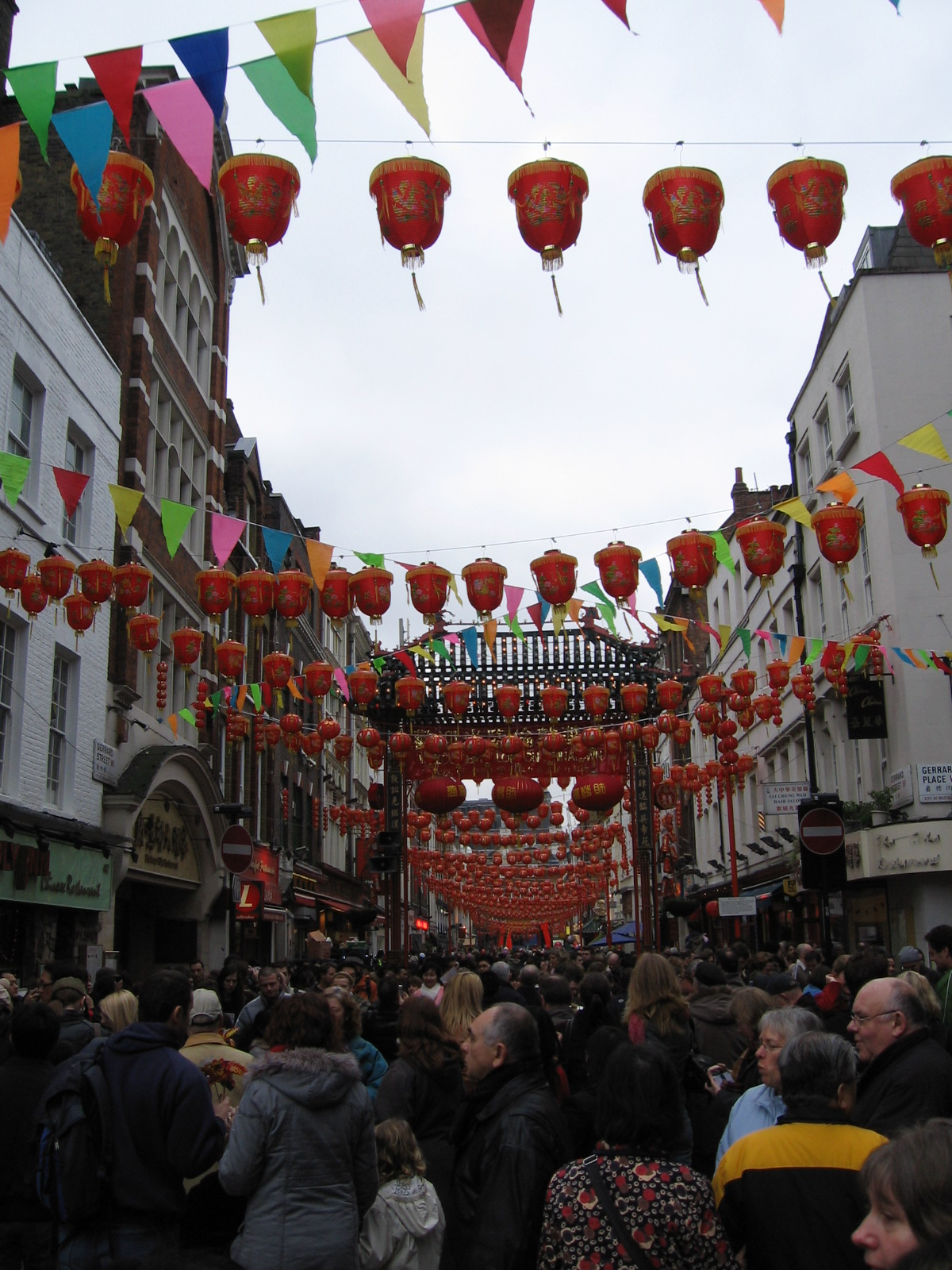
celebración del Año Nuevo Chino, en febrero de 2007.

Después de la Segunda Guerra Mundial, sin embargo, la popularidad creciente de la cocina china y la afluencia de inmigrantes de Hong Kong condujo a un creciente número de restaurantes chinos. El área fue dañada por un bombardeo en la Segunda Guerra Mundial, aunque un cierto número de ancianos chinos todavía prefiera vivir en este zona.
El actual Barrio chino, de la Shaftesbury Avenue en Londres, no comenzó a establecerse hasta los años 70. Hasta entonces, esto era parte del área del Soho.
En 2005, el promotor inmobiliario Rosewheel propuso un plan de re-urbanizar la parte de Este de Barrio chino. A este plan se opuso gran parte de las minorías existentes en el Barrio chino, ya que ellos creen que la reconstrucción empeorará el comercio de las tiendas tradicionales chinas del área y cambiará la característica étnica de Barrio chino.

## Residentes
El Barrio chino de Londres es un área comercial; muy pocas personas viven allí en realidad.
Allí son repetidas las protestas sobre el gran número de trabajadores ilegales en el Barrio chino de Londres que gana menos que el salario mínimo. Este comercio ilegal tiene asociación con las Tríadas, acentuadas por los disparos en plena luz del día en junio de 2003 en el Bar Room Bar sobre la calle Gerrard. Por suerte, estos hechos no pasan muy a menudo y, ciertamente, el Barrio chino es un área relativamente segura de Londres. Hay policías que vigilan a pie las calles en el Barrio chino todo el tiempo.

## Transportes
Paradas de metro cercanas
- Leicester Square estación de metro
- Piccadilly Circus estación de metro
- Covent Garden estación de metro